# Naloxon
A naloxon (N-allil-nor-oximorfon) egy tiszta opioid-antagonista, mely nem rendelkezik sem agonista, sem morfinszerű hatásokkal. 
Szintetikusan állítják elő, gátolja az opiátok hatásait. Képlete: C19H21NO4 Nalone, Narcan és Narcanti néven forgalmazzák. Visszafordíthatja az opiátok (így a heroin) túladagolásának életet veszélyeztető tüneteit (például a légzőrendszer leállását).

## Hatása
A szokásos dózisban adva opioid megvonási tünetek idején a naloxonnak alig van, vagy egyáltalán nincs farmakológiai hatása a csaknem teljes first pass metabolizmus miatt. Ha azonban intravénásan adják opioid függő betegeknek, a naloxon kifejezett opioid antagonista hatásokat és opioid megvonást okoz, így megakadályozza az intravénás visszaélést.
A heroin és más opioidok a központi idegrendszerben található ún. opioid receptorokhoz kapcsolódva fejtik ki hatásukat (úgy képzelhetjük el ezt, mint a zárakba illeszkedő kulcsokat). A Naloxon rendkívül könnyen kapcsolódik a μ-opioid receptorokhoz a központi idegrendszerben, ahol kompetitív antagonistaként hat. Ez azt jelenti, hogy gyakorlatilag „lecseréli” a heroin hatóanyagát (amelyet ebben az esetben agonistának nevezünk) ezeken a receptorokon, így gyorsan blokkolja a heroin hatásait.

## Alkalmazása
A leggyakrabban intravénásan beinjekciózva alkalmazzák – ez a leggyorsabb és leghatékonyabb mód. A drog hatásainak jelentkezésére körülbelül 2 percet kell várni, hatásai körülbelül 45 percig tartanak. Intravénás injekcióval 0,4 és 2,0 mg közötti, egymást követő dózisok szükségesek addig, amíg az áldozat magához nem tér. Sürgős esetben, amikor nincs idő megkeresni a vénát, az első adag (0,8 – 1,2 mg) intramuszkuláris (izomszövetbe) vagy szubkután (bőr alatti) injekcióval is beadható, így értékes percek nyerhetők. Amennyiben 10 mg dózisra sem reagál, az többnyire azt jelezheti, hogy nem (csak) herointól, hanem valamilyen más opioidtól adagolta magát túl, például buprenorfintól, amely részleges agonista/antagonista, ezért az újjáélesztéshez nagyobb adagra van szükség. Jelezheti azt is, hogy a túladagolt agya súlyosan károsodott, a segítség későn érkezett.